# Чумашкина
Чумашкина — деревня в Абатском районе Тюменской области России. Входит в состав Коневского сельского поселения.

## История
В «Списке населенных мест Российской империи» 1871 года издания (по сведениям 1868—1869 годов) населённый пункт упомянут как казённая деревня Омского округа Тобольской губернии, расположенная в 263 верстах от окружного центра города Омска. В деревне насчитывалось 74 двора и проживало 465 человек (234 мужчины и 231 женщина).

## География
Деревня находится в юго-восточной части Тюменской области, в лесостепной зоне, в пределах Ишимской равнины, на берегах реки Абак (приток Ишима), на расстоянии примерно 13 километров (по прямой) к востоку-юго-востоку (ESE) от села Абатское, административного центра района. Абсолютная высота — 93 метра над уровнем моря.

### Часовой пояс
Чумашкина, как и вся Тюменская область, находится в часовой зоне МСК+2. Смещение применяемого времени относительно UTC составляет +5:00.

## Население
| 1989 | 2002 | 2010 |
| ---- | ---- | ---- |
| 221  | ↘161 | ↘116 |

Гендерный состав
По данным Всероссийской переписи населения 2010 года в гендерной структуре населения мужчины составляли 46,6 %, женщины — соответственно 53,4 %.
Национальный состав
Согласно результатам переписи 2002 года, в национальной структуре населения русские составляли 98 % из 161 чел.

## Улицы
Уличная сеть деревни состоит из трёх улиц.